# Središnja banka Ruske Federacije
Središnja banka Ruske Federacije (ru: Банк России) je središnja i glavna banka Ruske Federacije. Prvotno je osnovana 1860. godine sa središnjicom u Moskvi. Rezerve Centralne banke procjenjuju se na 382.4 milijarde dolara.

## Povijest banke
Središnja banka je u današnjem obliku formirana 13. srpnja 1990. godine, kao rezultat transformacije Ruske republikanske banke[Koje je bilo izvorno rusko ime?] koja je bila dio Nacionalne banke SSSR-a.
Vladine institucije SSSR-a proglasile su je samostalnom ustanovom 2. prosinca 1990. godine. Tijekom iduće dvije godine došlo je do par rekonstrukcija imena banke, a završno ime je Središnja banka Ruske Federacije.
Od 1992. godine banka počinje kupovati i prodavati strane valute, odredila je tečaj novca te je formirala vlastitu burzu

## Uloge i dužnosti
Uloge ruske središnje banke su:
- očuvanje stabilnosti ruskog rublja
- reguliranje i nadziranje poslovanja ostalih ruskih banaka
- tiskanje novca
- polovica profita banke se mora pridodati državnom budžetu

## Predsjednici
| Ime                 | Godina                |
| ------------------- | --------------------- |
| Georgij Matjuhin    | 1990. — 1992.         |
| Viktor Geraščenko   | 1992. — 1994.         |
| Tatjana Paramonova  | 1994. — 1995.         |
| Aleksndr Hhandrujev | 8 - 22 studenog 1995. |
| Sergej Dubinin      | 1995. — 1998.         |
| Viktor Geraščenko   | 1998. — 2002.         |
| Sergej Ignatjev     | 2002. — 2013.         |
| Elvira Nabiullina   | 2013. – do danas      |

## Zanimljivosti
Ruska središnja banka vlasnica je 57,58% dionica vodeće ruske komercijalne banke Sberbank.